# Paint Shop Pro
Paint Shop Pro (PSP) es un editor de gráficos rasterizados y editor de gráficos vectoriales para PC que funciona sobre el sistema operativo Microsoft Windows.
Fue originalmente publicado por Jasc Software, una empresa afincada en Mineápolis. En octubre de 2004, Corel Corporation compró Jasc Software, y con ello, los derechos de distribución de Paint Shop Pro. 
Originalmente llamado simplemente Paint Shop, la primera versión, 1.0, fue publicada en agosto de 1990. Paint Shop, al principio, fue distribuido como shareware pasando luego a la venta directa a un precio considerablemente menor que el de su principal competidor, Adobe Photoshop.
Su funcionalidad es fácil de aprender y su base de usuarios es grande debido al hecho de que muchos escáneres de rango medio vienen con PSP como su herramienta de adquisición y editor de imágenes y muchos OEM, incluyendo Dell, han estado, o están integrándolo con sus sistemas.
Mucha de la popularidad de PSP puede ser atribuida al hecho de que tiene un precio mucho más accesible que la mayoría de los editores de imágenes profesionales, como Adobe Photoshop. En cambio, compite en la misma clase de precio con Adobe Photoshop Elements. También usa la misma arquitectura de plugin que Photoshop, permitiendo un alto grado de expansión. 
Aunque Paint Shop Pro y Photoshop son funcionalmente similares para la mayoría de usuarios ocasionales, el más caro, Photoshop ofrece importantes características para algunos profesionales que no están disponibles en Paint Shop Pro. Por ejemplo, Photoshop está disponible en una versión Apple Macintosh, una característica que es crítica para algunos en la industria de publicaciones impresas. Sin embargo, PSP soporta nativamente los gráficos rasterizados y vectoriales, mientras que Photoshop sólo soporta la importación de gráficos vectoriales desde Adobe Illustrator sin herramientas de edición directamente incorporadas. Esto ha hecho a PSP un popular editor para gráficos vectoriales.
Desde la versión 5.01 hasta la versión 8 Jasc integró con Paint Shop Pro, Animation Shop, un editor de gráficos animados. El programa está ahora disponible por separado por 40 US$.
Con la versión 8.0 de PSP Jasc hizo algunos cambios importantes a PSP. El cambio más obvio fue la apariencia del programa a través del uso de una completamente nueva interfaz gráfica de usuario. La versión 8.0 también introdujo la capacidad de controlar la mayoría de elementos de PSP a través de scripts o macros programmado en Python. Algunos cambios, sin embargo, no fueron bienvenidos por todos los usuarios. Algunos usuarios se quejaron de que el tiempo de inicio de la versión 8.0 era de decenas de segundos, mientras las versiones previas se iniciaba en pocos segundos. Algunos usuarios también se quejaron de que los cambios hechos al pincel y otras herramientas se volvieron mucho menos precisos que en las versiones previas. Esto ha causado que algunos usuarios se quedaran con la versión 7.0 del programa. La versión 9 solucionó algunos de estos problemas.
Desde su décima versión, Paint Shop Pro X, lanzada en septiembre de 2005 el programa lleva el nombre de «Corel Paint Shop Pro». Los cambios importantes en la versión 10 incluyen un renovado Learning Center que ayuda a los nuevos usuarios a iniciarse, las Makeover Tools (Blemish Remover, Toothbrush/whitener, y Suntan Brush), IR film simulator, y un conversor Negro y Blanco converter que incluye filtros de efectos de colores. Una de las novedades más esperadas en la versión X era el soporte para color de 48Bit (16bits por canal), que desafortunadamente no estaba completamente soportado. En la versión X, las imágenes de color de 48bit estaban limitadas a un puñado de características de corrección de imágenes digitales, pero no una edición de fotos completa, donde el beneficio real podría verse. Superficialmente el color de 48bit es simplemente tan bueno como el color de 24bit. Sin embargo cuando la imagen se manipula, el color de 48bit permite mantener los datos de color con más precisión proporcionando menos artefactos en la imagen tras una manipulación significativa.
La versión 13, también llamada X3, y salió a la luz el 25 de enero de 2010. Los cambios más importantes respecto a la anterior son: Soporte para Windows 7, Nuevo organizador, Ajustes Multi-foto, Smart Carver(TM), Express Lab, Camera RAW Lab (Soporta más de 350 formatos RAW), Extractor de objetos, Creador de Proyectos, Herramienta de Texto mejorada, importa y exporta video HD.
La última versión es la llamada X6.